# 骨髄

骨髄の概要:Normoblast with dividing nucleus=細胞分裂中の赤芽球、:en:Myelocyte=骨髄球、:en:Erythrocyte=赤血球、Myeloplaxe、:en:Fat=脂肪、Eosinophil cell=:en:Eosinophil granulocyte=好酸球、:en:Normoblast=赤芽球、Myelocyte dividing=骨髄球細胞分裂

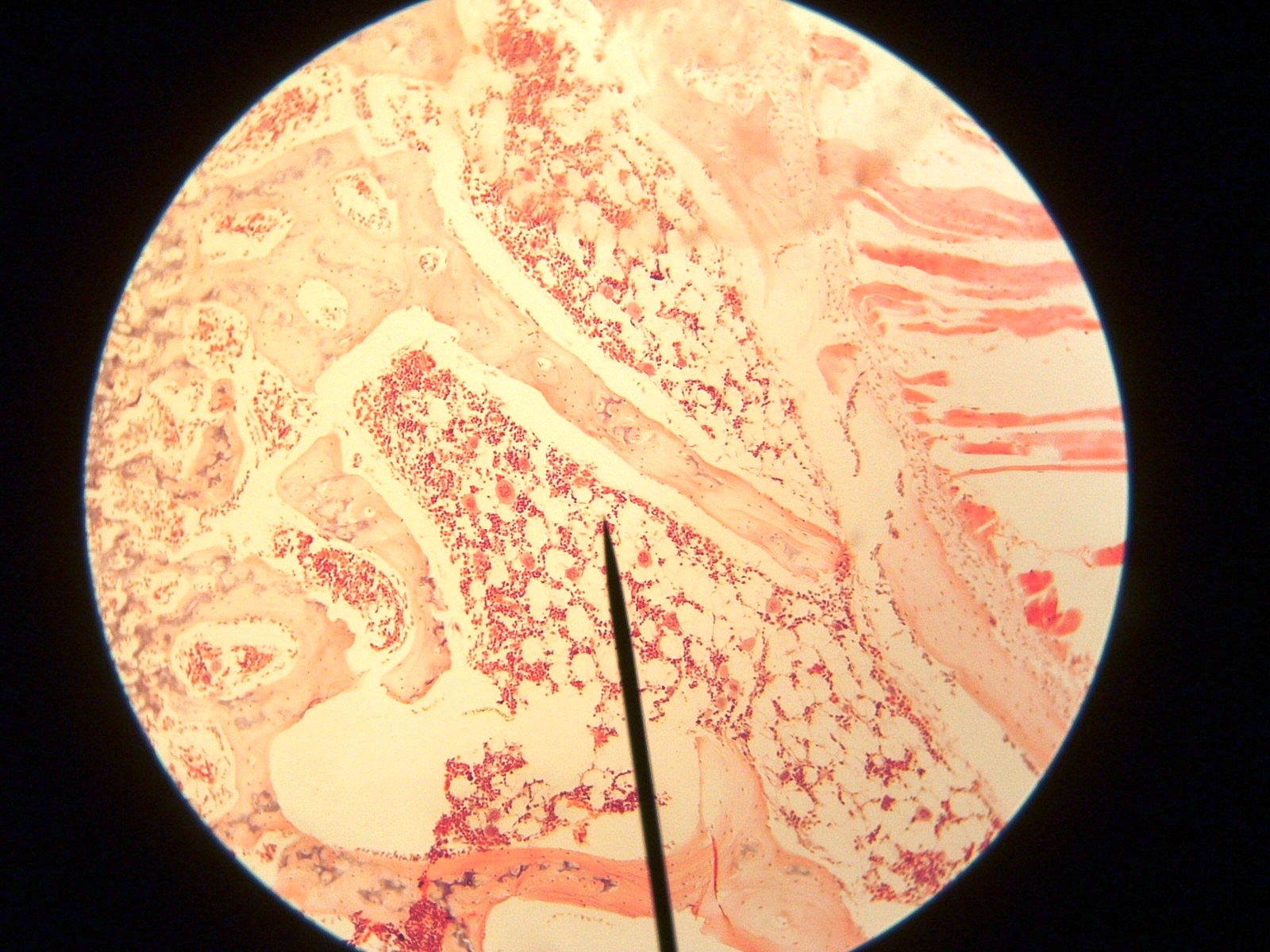

骨髄（こつずい、英語:bone marrow）は、骨の中心部に存在する柔組織である。骨髄には、大きく分けて2種類の細胞がある。血液の細胞とそれを支持する間質細胞である。

## 造血器官として
骨髄間質細胞は、骨髄中に存在し骨髄穿刺で容易に採取でき造血を支持する細胞として知られ、間葉系の細胞と同じかたちをしており,骨髄の中で細網構造をとっている。
骨髄は血液に富み、あらゆる血球系細胞（赤血球、白血球、リンパ球、血小板のもとになる巨核球など）に分化できる造血幹細胞が存在する。マウスにおいては一個の造血幹細胞を移植することによって、すべての造血系細胞を再構成させることができることが証明されており、ヒトにおいても骨髄移植は白血病など造血系の疾患の根治的治療として有効である場合がある。
赤色骨髄（赤色髄）
造血機能を営んでいる骨髄は赤色を呈するため赤色骨髄。
黄色骨髄（黄色髄）
造血機能を失い脂肪化している骨髄は黄色を呈するために黄色骨髄。通常、赤色骨髄に戻ることはないが、大量出血や放射線治療で赤色骨髄の能力が低下した場合などに赤色骨髄に置き換わる場合がある。
造血を行う赤色骨髄は幼児期は全身の骨に存在するが、加齢と共に四肢の骨の造血機能は失われ、黄色骨髄に置き換わる。 25歳を過ぎた成人では体躯の骨にほとんどの赤色骨髄が存在する。特に腸骨と胸骨に大量の赤色骨髄が存在する。

## 病気・副作用・骨髄毒性
- 骨髄炎 / ガレー骨髄炎
- 白血病 / 急性骨髄性白血病 / 多発性骨髄腫
- 骨髄浮腫（ドイツ語版）
- 骨髄抑制 - 抗がん剤などの副作用。

## 利用

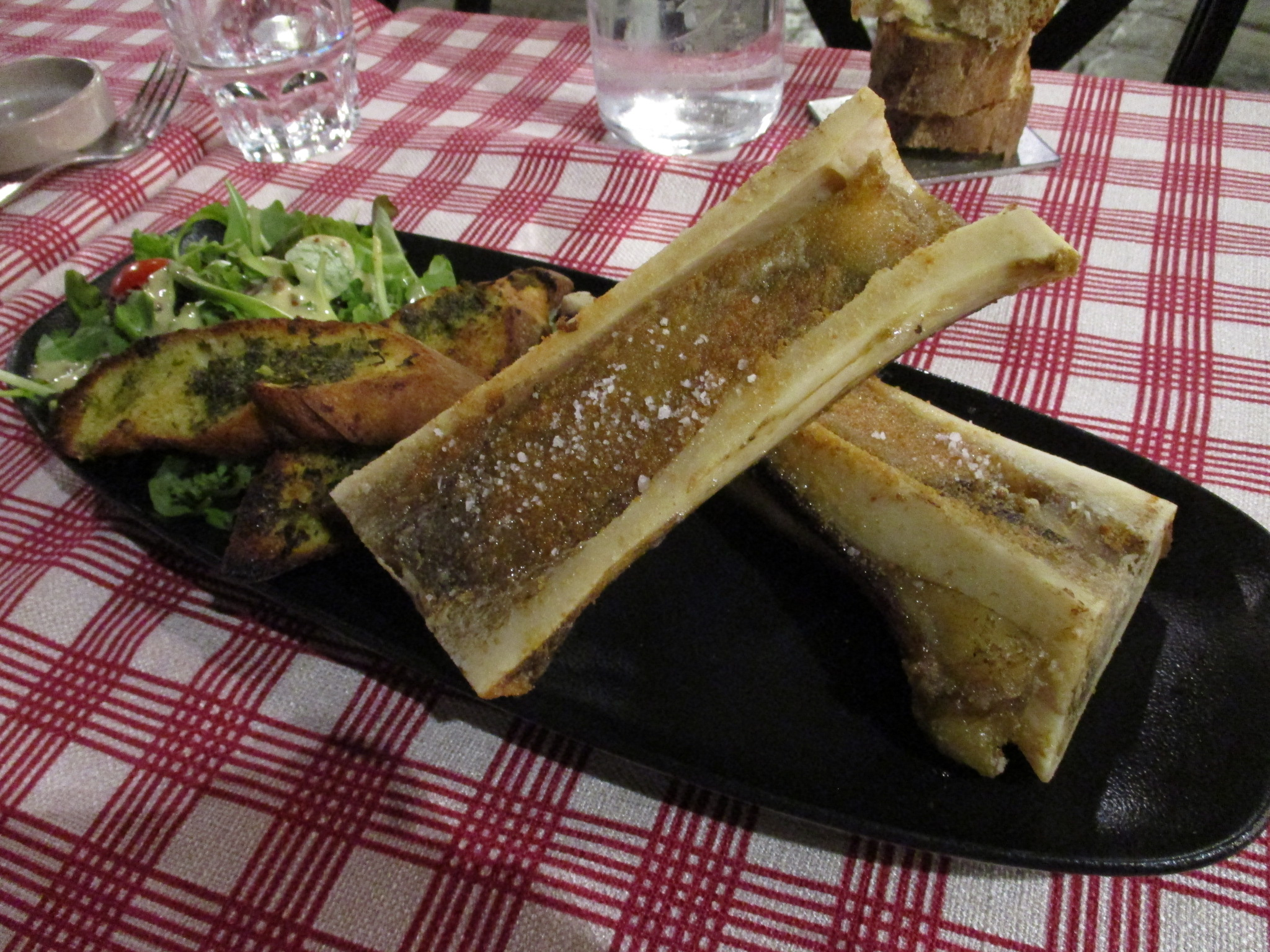
フランスのリヨン料理で供される骨髄。ボーンマロー

### 食品としての骨髄
ラーメン等では「ガラ」としてよく煮込みスープのベースとする。moelleとしてフランス料理ではスープやソースに用いる他、大腿骨などを切りオーブンで焼いてプディングの様にすくって食べる。
ハイエナなどの腐肉食動物にとって、骨髄は貴重な栄養源となる。人類も、肉食動物の食べ残した骨髄をすすって食べていたと推定され、長管骨の硬組織を破壊するのに石器を用いる様になると共に、骨髄の豊富な栄養が大脳の発達を促し、これが人間の進化と関係があったとする説がある。また、骨と皮によってパッケージされた骨髄は、保存食となった。

### 油
骨髄には油が含まれることから、骨炭や獣膠を作る際の副産物として骨脂（こっし）が得られた。石鹸、潤滑油、整髪料などに使われた。